# Juana Ramírez
Pour les articles homonymes, voir Ramírez.
Juana Ramírez (née le 12 janvier 1790 dans la municipalité de Piar et morte le 23 octobre 1856 dans l'État de Monagas), mieux connue sous le nom de Juana La Avanzadora, est une combattante et héroïne de la guerre d'indépendance du Venezuela.

## Biographie
Juana Ramírez naît en esclavage. En 1813, elle commande une unité d'artillerie entièrement féminine qui contribue à résister aux tentatives des soldats espagnols de reconquérir le Venezuela alors nouvellement indépendant et d'en faire à nouveau une colonie.

## Postérité
Un monument, classé en 1975 puis en 1994, désigne le dernier lieu de repos de sa dépouille. Un autre monument, Juana La Avanzadora, est érigé en son honneur sur l'avenue Bolívar à Maturín.
Le 23 octobre 2001, les restes de Juana Ramírez sont déplacés au Panthéon national du Venezuela.